# Донник белый
До́нник бе́лый (лат. Melilótus álbus) — одно- и двулетнее травянистое растение, вид рода Донник семейства Бобовые подсемейства Мотыльковые.

## Ботаническое описание
На второй год жизни развивает прямостоячий ветвящийся стебель высотой 60—170 см.
Листья тройчатые.
Цветки многочисленные, мелкие, мотылькового типа, на концах ветвей собраны в длинные кисти. В цветке 10 тычинок. В основании завязи расположено нектарное кольцо. Цветёт летом более месяца. Каждый цветок живёт два дня.
Пыльцевые зёрна трёхбороздно-поровые, эллипсоидальной формы. Длина полярной оси 26—36 мкм, экваториальный диаметр 26—33,2 мкм. В очертании с полюса почти округлые, с экватора — эллиптические. Борозды шириной 2,5—3,4 мкм, длинные, с неровными или ровными краями, с заострёнными концами, не сходящимся у полюсов. Поры овальные, продольно вытянутые, шириной, равной ширине борозд или несколько шире, длиной 6,5—7,5 мкм. Мембрана борозд и пор зернистая. Ширина мезокольпиума 18—24 мкм, диаметр апокольпиума 5—5,8 мкм. Экзина имеет толщину 1,2—1,5 мкм, стерженьковый слой — 1—1,3 мкм, подстилающий слой тоньше покровного. Интина около борозд на экваторе и на полюсах утолщена до 2,5 мкм. Скульптура тонкая, мелкоячеистая. Пыльцевые зёрна бледно-жёлтого цвета.

## Экология
Неприхотлив к почвам и может расти на каменистой и суглинистой почве, на полях, выгонах, сорных местах, по оврагам, холмам, в степях, вдоль дорог, железнодорожных насыпей.
Перекрёстно опыляемое растение, но возможно и самоопыление.

## Значение и применение

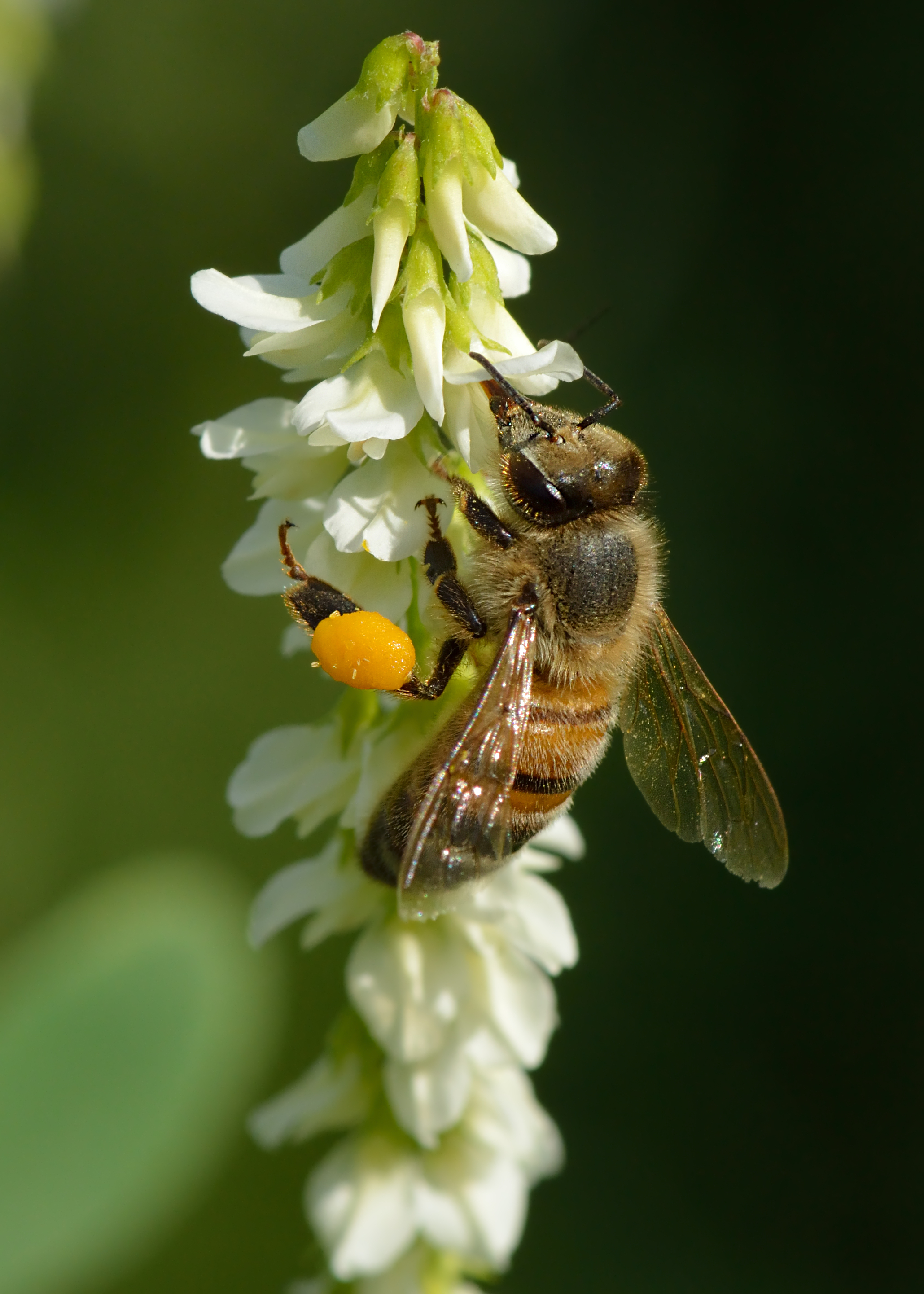
Apis mellifera соберает нектар

Выдающийся медонос. Мёдопродуктивность 150—200 кг/га, а на юге европейской части России и в центрально-чернозёмной зоне 300 кг/га и более. За период цветения на одном растении распускается более 5000 цветков, дающих 415 мг ярко-жёлтой пыльцы. Нектар бесцветный и прозрачный, содержание сахара в нём достигает 45 %. Мёд белый, ароматный, превращается в мелкозернистую массу беловатого цвета. У знатоков мёда пользуется повышенным спросом. Обладает великолепным вкусом с легкой горчинкой и специфическим ароматом с оттенком ванили. Содержит 39,59 % фруктозы, 36,78 % глюкозы.
В условиях Костромской области мёдопродуктивность одного цветка донника белого за период цветения при средней температуре 28 °С и влажности воздуха 56 % составила 0,2 мг, одного растения — 268,4 мг, одного гектара сплошных зарослей — 462 кг. Изменчивость признака мёдопродуктивности донника обусловлена температурой воздуха, временем суток и влажности воздуха.
Удовлетворительно поедается на пастбище северным оленем (Rangifer tarandus), крупным рогатым скотом, лошадью, кроликом, домашней птицей. До бутонизации поедается хорошо. Для заготовки на сено не используется из-за листьев, опадающих при сушке.

## Классификация

### Таксономия
Melilotus albus Medik., 1787, Vorles. Churpfälz. Phys.-Ökon. Ges. 2: 382
Вид Донник белый относится к роду Донник (Melilotus) подсемейства Мотыльковые (Papilionoideae) семейства Бобовые (Fabaceae) порядка Бобовоцветные (Fabales). Таксономическая схема в соответствии с Системой APG IV по состоянию на декабрь 2023 года:
|  |                                      |  |                                   |                                   |                   |  | ещё 3 семейства | ещё 3 семейства   |                          |  |  |  | еще 523 рода                                                   | еще 523 рода |  |  |
|  |                                      |  |                                   |                                   |                   |  | ещё 3 семейства | ещё 3 семейства   |                          |  |  |  | еще 523 рода                                                   | еще 523 рода |  |  |
|  |                                      |  |                                   | порядок Бобовоцветные             |                   |  |                 |                   | подсемейство Мотыльковые |  |  |  |                                                                | Донник белый |  |  |
|  |                                      |  |                                   | порядок Бобовоцветные             |                   |  |                 |                   | подсемейство Мотыльковые |  |  |  |                                                                | Донник белый |  |  |
|  | отдел Цветковые, или Покрытосеменные |  |                                   |                                   | семейство Бобовые |  |                 |                   | род Донник               |  |  |  |                                                                |              |  |  |
|  | отдел Цветковые, или Покрытосеменные |  |                                   |                                   |                   |  |                 |                   |                          |  |  |  |                                                                |              |  |  |
|  |                                      |  | ещё 63 порядка цветковых растений | ещё 63 порядка цветковых растений |                   |  |                 | еще 5 подсемейств | еще 5 подсемейств        |  |  |  | еще 33 подтвержденных вида и 11 видов, ожидающих подтверждения |              |  |  |
|  |                                      |  |                                   | ещё 63 порядка цветковых растений |                   |  |                 |                   | еще 5 подсемейств        |  |  |  |                                                                |              |  |  |

### Синонимы
- Medicago alba E.H.L.Krause
- Melilotus alba Medik.
- Melilotus albus Desr.
- Melilotus albus f. albus
- Melilotus albus f. proliferus Dore
- Melilotus albus var. annua Coe
- Melilotus albus var. argutus (Rchb.) Rouy
- Melilotus albus var. macrocarpus Rupr.
- Melilotus angulatus Trautv.
- Melilotus arboreus Castagne ex Ser.
- Melilotus argutus Rchb.
- Melilotus giganteus Trautv.
- Melilotus kotschyi O.E.Schulz
- Melilotus leucanthus W.D.J.Koch ex DC.
- Melilotus melanospermus Besser ex Ser.
- Melilotus officinalis subsp. albus (Medik.) H.Ohashi & Tateishi
- Melilotus officinalis var. albus Mérat
- Melilotus officinalis var. vulgaris (Willd.) Wahlenb.
- Melilotus rugulosus Trautv.
- Melilotus strictus Trautv.
- Melilotus tenellus Wallr.
- Melilotus urbani O.E.Schulz
- Melilotus vulgaris Willd.
- Melilotus vulgaris var. gigantea Gaudin
- Melilotus vulgaris var. minor Gaudin
- Sertula alba (Medik.) Kuntze
- Trifolium album (Medik.) Loisel.
- Trifolium melilotus Georgi
- Trifolium vulgare Gueldenst. ex Ledeb.
- Trigonella alba (Medik.) Coulot & Rabaute